# Swoboda (Gostynin)
Pour les articles homonymes, voir Swoboda.
Swoboda (prononciation : [sfɔˈbɔda]) est un village polonais de la gmina de Szczawin Kościelny dans le powiat de Gostynin de la voïvodie de Mazovie dans le centre-est de la Pologne.
Il se situe à environ 10 kilomètres au sud-ouest de Szczawin Kościelny (siège de la gmina), 14 kilomètres au sud de Gostynin (siège du powiat) et à 101 kilomètres à l'ouest de Varsovie (capitale de la Pologne).

## Histoire
De 1975 à 1998, le village appartenait administrativement à la voïvodie de Płock.